# 埃卡特琳娜·万恰
埃卡特琳娜·万恰（羅馬尼亞語：Ecaterina Oancia，1954年3月25日—2024年12月3日），罗马尼亚女子赛艇运动员。她曾代表罗马尼亚参加1984年和1988年夏季奥林匹克运动会赛艇比赛，获得一枚金牌、一枚银牌和一枚铜牌。